# Góry Kisuckie

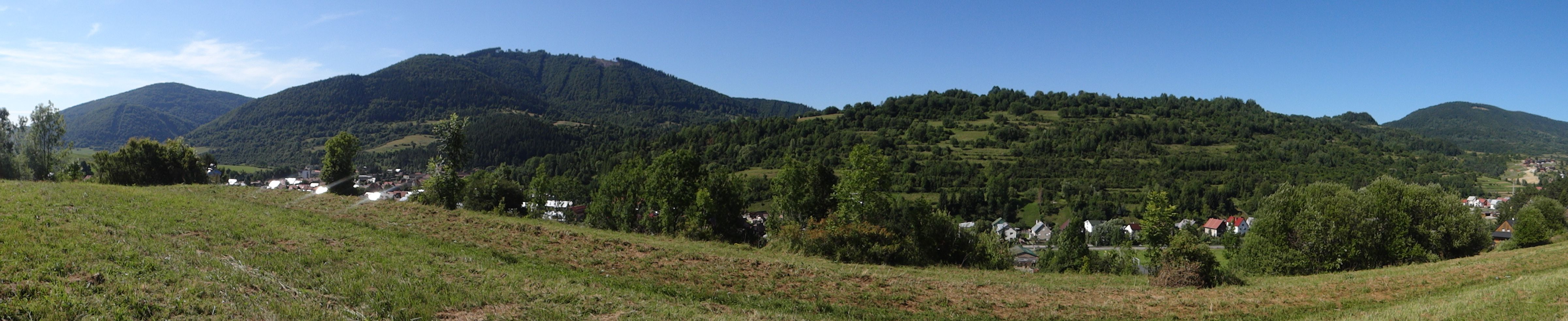
Dolina Varínki i Góry Kisuckie

Góry Kisuckie (także Góry Kysuckie, 513.56; słow. Kysucká vrchovina) – pasmo górskie w środkowej Słowacji. Najwyższym szczytem jest Pupov (1096 m).

## Regionalizacja
Inne są poglądy polskich i słowackich geografów na położenie tego pasma w Karpatach. Według opracowanej przez Jerzego Kondrackiego regionalizacji fizycznogeograficznej Karpat należy ono do łańcucha Beskidów Zachodnich w Zewnętrznych Karpatach Zachodnich, według słowackiej regionalizacji natomiast Góry Kisuckie należą do pasma Stredné Beskydy w obrębie Wewnętrznych Karpat Zachodnich.
Według polskiej regionalizacji na południu dolina Varínki oddziela Góry Kisuckie od Małej Fatry, na zachodzie dolina Kisucy od Jaworników, na północy Bystrica, zbiornik zaporowy Nová Bystrica i wpływający do niego potok Harvelka oddzielają je od Beskidów Kisuckich. Od wschodu Góry Kisuckie sąsiadują z Magurą Orawską, a granicę tworzą górne biegi Zázrivki i Białej Orawy. Według słowackiej regionalizacji sytuacja na wschodzie jest bardziej skomplikowana; Góry Kisuckie sąsiadują tutaj nie tylko z Magurą Orawską, ale także z regionami Podbeskydská vrchovina i Oravské Beskydy.

## Geomorfologia
Na południowym zachodzie Góry Kisuckie opadają w Kotlinę Żylińską, na wschodzie wysokości bezwzględne pasma rosną i pasmo przechodzi w Magurę Orawską.
Pod względem morfologicznym i geologicznym pasmo składa się z dwóch części: północnej, niższej, zbudowanej z fliszu magurskiego i południowej, wyższej, zbudowanej ze skał Pienińskiego Pasa Skałkowego. Pasmo nie stanowi wyraźnego grzbietu, lecz zespół kopców z płaskimi wierzchowinami podzielonych głębokimi dolinami erozyjno-denudacyjnymi. Dzieli się na części: Kysucké bradlá, Vojenné, Bystrická brázda i Krásňanská kotlina. Najwyższe szczyty leżą w części południowej: Pupov – 1096 m, Ľadonhora – 999 m, Mravečník – 992 m, Okrúhlica, Magura – 921 m, Steny – 912 m, Veľký Vreteň 821 m, Straník 769 m.

## Przyroda
Klimat Gór Kisuckich jest chłodny. Przeciętne temperatury stycznia wynoszą –3 do –7 °C, lipca – 12–16 °C, liczba dni z pokrywą śnieżną – 120–160 rocznie.
Góry Kisuckie są porośnięte lasami iglastymi z udziałem buka. Lasy porastają głównie zbocza, w dolinach i w partiach szczytowych zostały wycięte. Północną połowę pasma zajmuje park krajobrazowy Chránená krajinná oblasť Kysuce (655 km², założony w 1984) z rezerwatami przyrody Klokočovské skálie i Kysucká brána.